# Wola Orzeszowska
Wola Orzeszowska – wieś w Polsce położona w województwie mazowieckim, w powiecie węgrowskim, w gminie Miedzna. Ma status sołectwa.
W latach 1975–1998 miejscowość administracyjnie należała do województwa siedleckiego.
Wioska leży na granicy powiatów węgrowskiego i sokołowskiego, a jednocześnie na granicy Wysoczyzny Sokołowskiej i Obniżenia Węgrowskiego. Jest związana w równym stopniu z oboma pobliskimi miastami będąc częścią szlaku komunikacyjnego między Sokołowem Podlaskim i Miedzną.
Brak dokładnych informacji dotyczących powstania miejscowości. Prawdopodobnie jest tożsama z wsią Wola wchodzącą w skład dóbr miedzeńskich należących do Karskich w XV wieku. Kolejnymi właścicielami byli Wodyńscy, Butlerowie, Kobylińscy. W 1864 roku utworzono w Woli 21 osad chłopskich. Nazwa „Wola Orzeszowska” pojawia się po raz pierwszy w kościelnych dokumentach parafii Miedzna na początku XIX wieku, kiedy to osada znana jest z produkcji miodu. W swojej historii wioska dwukrotnie przeżyła pożary niszczące około połowy jej zabudowań. W czasie II wojny światowej została zbombardowana przez Niemców.
Wola Orzeszowska jest miejscowością rolniczą, przy czym rolnictwo opiera się tu zarówno na uprawie (III-VI klasa bonitacyjna gleb) – głównie żyta, pszenicy, ziemniaków, buraków cukrowych i kukurydzy, jak też na chowie zwierząt (bydło domowe, trzoda chlewna, drób). Od początku istnienia wsi dużą rolę w jej rozwoju odgrywali rzemieślnicy: kowale, bednarze, stolarze i murarze.
Wierni Kościoła rzymskokatolickiego należą do parafii Zwiastowania Najświętszej Maryi Panny w Miedznie.